# Pavle Gregorc
Pavle Gregorc, slovenski ugankar, urednik in založnik, * 2. oktober 1942, Ljubljana, † 17. julij 2008, Ljubljana.
Gregorc je bil eden najuglednejših in vsestranskih slovenskih ugankarjev, urednik, založnik, voditelj ugankarskih radijskih oddaj in TV kvizov. Je edini slovenski ugankar, uvrščen v Enciklopedijo Slovenije s samostojnim geslom. 

## Življenje
Študiral je na Fakulteti za elektrotehniko v Ljubljani, kjer je 1974 diplomiral. Po končanem študiju je bil zaposlen v več ljubljanskih podjetjih (Totra, Založba Borec, Avtotehna). Uganke je pričel objavljati 1959. Sprva je sodeloval z več revijami (Tovariš, Pionir, KIH). Pripravljal in vodil je ugankarske radijske oddaje (Val 202, Radio Gama MM, Infonet Radijska mreža) in televizijske kvize (16 črk, ABC itd). Je avtor več knjig o ugankah. 
Leta 1991 je ustanovil zasebno založniško podjetje Domenek in pričel izdajati lastno revijo Ugankarjev domenek. Skupaj s produkcijskim podjetjem Thomas Production je 3 leta pripravljal vsakodnevne uganke »Dan na dan z ugank na plan« in skozi uganke predstavljal najrazličnejše dejavnosti pokroviteljev oddaj. V pripravi je imel tudi nedeljsko ugankarsko urico »Sprehod po glasbi skozi uganko«, vendar ga je bolezen žal prehitela. 